# Golušnik
Golušnik – wieś w Słowenii, w gminie miejskiej Novo mesto. W 2018 roku liczyła 26 mieszkańców. 